# أنتوني ميلز
أنتوني ميلز (12 فبراير 1920 في المملكة المتحدة - 22 مايو 1997 في المملكة المتحدة) (بالإنجليزية: Anthony Mills)‏ هو لاعب كريكت بريطاني (وحمل سابقاً جنسية المملكة المتحدة لبريطانيا العظمى وأيرلندا). لعب مع نادي مقاطعة غلوستر للكريكت ‏.

## وصلات خارجية
- أنتوني ميلز على موقع إي آس بي آن كريك إنفو (الإنجليزية)